# Summa
Summa fue una revista argentina dedicada a la arquitectura, el diseño y el urbanismo. Fundada en 1963 por los arquitectos Carlos y Lala Méndez Mosquera, se editó ininterrumpidamente de manera mensual desde abril de ese año hasta su quiebra en 1992, formando una colección de 300 ejemplares, hoy altamente valorizada. Con su cierre, se dio lugar a la creación de la actual revista Summa+.

## Historia
Con su surgimiento, la revista Summa busca dar lugar a las nuevas corrientes de la arquitectura y el diseño que nacían y buscaban abrirse paso en aquellos años de revolución y cambios culturales. En contraposición, se editaban pocas revistas sobre el tema en la Argentina, la principal de ellas era la revista Nuestra Arquitectura, que mantenía una postura mucho más conservadora en cuanto a las obras publicadas y al enfoque utilizado.
Durante sus primeros años, la revista Summa apenas editó un promedio de una revista por año. En 1965 Lala Méndez Mosquera tomó el control de la revista y comenzó a aparecer bimestralmente (n° 13-18) y luego mensualmente. Ocasionalmente, se realizaban números dobles que se editaban cubriendo un período bimestral. En este primer período de búsqueda de una línea editorial, los números editados irregularmente cubrían diversos temas, desde algunos concursos y obras de importancia (Edificio Peugeot, Torre Jockey Club, Biblioteca Nacional, Banco de Londres) hasta extensos artículos de teoría y discusión.
Rápidamente, comenzaron a aparecer números temáticos, dedicados a temas específicos, con ejemplos de obras tanto argentinas como latinoamericanas, o incluso de países de otros continentes. En 1968, Carlos Méndez Mosquera se desvincula totalmente de la edición de la revista, dando paso a un giro en el enfoque de Summa, que comienza a tratar cada vez más temáticas de la arquitectura nacional, la industrialización, la planificación urbana. La revista estaba escasamente dirigida al público estudiante, concentrándose por su contenido mayormente a profesionales y a industriales del ramo.
Durante la década de 1970, la revista Summa publicó los resultados y premios de numerosos concursos de todo tipo y tema, gracias a la abundancia de los mismos en esa época, especialmente en la primera mitad de la época. Desde hospitales y escuelas, a urbanizaciones, centros culturales, teatros, estadios, centros de recreación, instituciones, etc.
Otros números se dedicaron especialmente a la obra y proyectos de estudios notables de arquitectura de esos años: Baudizzone-Díaz-Lestard-Varas, Manteola-Sánchez Gómez-Santos-Solsona-Viñoly, STAFF, Mario Roberto Álvarez y Asociados, Miguel Ángel Roca, Clorindo Testa, Antonini-Schon-Zemborain, Llauró-Urgell, etc.
En la siguiente década, con la vuelta a la democracia en 1983, la revista siguió transformando su contenido, dirigiéndose más hacia los estudiantes y evidenciando en sus páginas la crisis económica heredada por la dictadura que golpeó duramente la actividad inmobiliaria y la construcción en general, mientras el Estado dejaba de llamar a concursos de proyectos. Comenzó a editarse una sección dedicada a temas de Patrimonio Arquitectónico e historia de la arquitectura argentina, mientras la Summa encabezó campañas por la conservación y protección de edificios históricos de valor, muy afectados por la ola constructora de los años anteriores.
La revista continuó editándose hasta 1992, cuando se lanzó un número cuádruple, el 296/300, que marcó el cierre de la publicación y la posterior creación de la Summa+.

## Números destacados
- Summa n° 1: “Biblioteca Nacional, Edificio Peugeot, Jockey Club” (abril de 1963)
- Summa n° 6/7: “Banco de Londres, Edificio Olivetti, Edificio Fiat Concord” (diciembre de 1966)
- Summa n° 12: “Arquitectura Bancaria: Banco Municipal, Bank of America, Banco Popular Argentino, etc.” (julio de 1968)
- Summa n° 17: “Arquitectura escolar: Escuela Della Penna, Escuela Presidente Kennedy, Facultad de Ciencias Exactas, Físicas y Naturales de la Ciudad Universitaria de Córdoba, etc.” (junio de 1969)
- Summa n° 27: “Uruguay: Panorama de su arquitectura contemporánea” (julio de 1970)
- Summa n° 28: “Rosario” (agosto de 1970)
- Summa n° 30: “Córdoba” (octubre de 1970)
- Summa n° 33/34: “Mar del Plata” (enero/febrero de 1971)
- Summa n° 39/40: “Arquitectura para la Salud 1” (julio-agosto de 1971)
- Summa n° 41: “Arquitectura para la Salud 2” (septiembre de 1971)
- Summa n° 42: "Viviendas individuales, Diseño de interiores, Enfoques sobre el problema habitacional" (octubre de 1971)
- Summa n° 43: “Baudizzone-Díaz-Erbin-Lestard-Traine-Varas” (noviembre de 1971)
- Summa n° 55: “Miguel Ángel Roca” (noviembre de 1972)
- Summa n° 56/57: “Manteola-Petchersky-Sánchez Gómez-Santos-Solsona-Viñoly” (diciembre de 1972)
- Summa n° 64/65: “STAFF” (julio de 1973)
- Summa n° 71: “Vivienda 1” (enero de 1974)
- Summa n° 72: “Vivienda 2” (febrero de 1974)
- Summa n° 73: “Arquitectura en Rosario: Teoría y Obras” (marzo de 1974)
- Summa n° 77: Revitalización de los Centros Históricos en la Argentina” (junio de 1974)
- Summa n° 80/81: “Mario Roberto Álvarez y Asociados” (septiembre de 1974)
- Summa n° 83: “Universidades argentinas” (noviembre de 1974)
- Summa n° 89/90: “Patagonia 1” (mayo/junio de 1975)
- Summa n° 91/92: “Patagonia 2” (julio/agosto de 1975)
- Summa n° 95: “Arquitectura educacional” (noviembre de 1975)
- Summa n° 96: “Catalinas Norte 1” (diciembre de 1975)
- Summa n° 97: “Catalinas Norte 2” (enero de 1976)
- Summa n° 100/101: “Argentina 1963-1976” (mayo/junio de 1976)
- Summa n° 106: “Federación: Proceso, programa, diseño” (noviembre de 1976)
- Summa n° 107: “Arquitectura para la Salud 1” (diciembre de 1976)
- Summa n° 108: “Arquitectura para la Salud 2” (enero de 1977)
- Summa n° 117: “Mundial '78. Infraestructura de Apoyo” (octubre de 1977)
- Summa n° 121: “Salas de espectáculo” (febrero de 1978)
- Summa n° 123: “Hoteles” (abril de 1978)
- Summa n° 125: “Los estadios del Mundial '78” (junio de 1978)
- Summa n° 128: “Miguel Ángel Roca: Cinco Años Después” (septiembre de 1978)
- Summa n° 129/130: “Llauró, Urgell y Asociados” (octubre/noviembre de 1978)
- Summa n° 141: “Arquitectura para la Educación” (septiembre de 1979)
- Summa n° 145/146: “Buenos Aires 400 Años” (enero/febrero de 1980)
- Summa n° 157: “Balance de la Década 1970/1980” (diciembre de 1980)
- Summa n° 158/159: “Aslan, Ezcurra y Asociados” (enero/febrero de 1981)
- Summa n° extraordinario: “Arquitectura escolar” (febrero de 1981)
- Summa n° 165/166: “Antonini-Schon-Zemborain: Proyectos de los últimos cinco años” (agosto/septiembre de 1981)
- Summa n° 169: “Estudio STAFF: Período 1974/1981” (diciembre de 1981)
- Summa n° 170: “Pedregal-Peral Ingenieros Civiles” (enero de 1982)
- Summa n° 171/172: “La nueva City” (febrero/marzo de 1982)
- Summa n° 173: “Arquitectura bancaria” (abril de 1982)
- Summa n° 175: “Gramática-Guerrero-Morini-Pisani-Rampulla-Urtubey-Pisani: Últimos trabajos” (junio de 1982)
- Summa n° 176: “Estudio Casiraghi-Casina-Frangella” (julio de 1982)
- Summa n° 180: “Una cierta arquitectura argentina” (octubre de 1982)
- Summa n° 181: “La Plata Centenaria” (noviembre de 1982)
- Summa n° 182: “Arquitectura religiosa” (diciembre de 1982)
- Summa n° 183/184: “Clorindo Testa” (enero/febrero de 1983)
- Summa n° 185: “Antonini-Schon-Zemborain Arquitectos '81-'82” (marzo de 1983)
- Summa n° 188: “Arquitectura joven en Buenos Aires” (junio de 1983)
- Summa n° 191: “Estudio Moscato-Schere” (septiembre de 1983)
- Summa n° 195/196: “Arquitectura para el tiempo libre” (enero/febrero de 1984)
- Summa n° 197: “Estudio Aftalión-Bischof-Egozcué-Vidal” (marzo de 1984)
- Summa n° 199: “Baliero-Katzenstein: Una arquitectura de síntesis” (mayo de 1984)
- Summa n° 205: “Estudio Llauró y Asociados” (octubre de 1984)
- Summa n° 207: “Estudio Do Porto, Escudero y Asociados - Estudio Sorondo-Uriburu” (diciembre de 1984)
- Summa n° 210: “Roca for export” (marzo de 1985)
- Summa n° 214: “Estudio Borthagaray-Gastellú-Marré” (julio de 1985)
- Summa n° 215/216: “Arquitectura e Historia” (agosto de 1985)
- Summa n° 218: “Arquitectura educacional” (octubre de 1985)
- Summa n° 220: “Eduardo Sacriste: la obra de un maestro” (diciembre de 1985)
- Summa n° 231: “Casablanquismo” (noviembre de 1986)
- Summa n° 233/234: “Mario Roberto Álvarez y Asociados” (enero/febrero de 1987)
- Summa n° 236: “Estudio Morea-Merega-Ursini-Monaldi” (abril de 1987)
- Summa n° 238: “Carlos Libedinsky” (junio de 1987)
- Summa n° 242: “Hampton-Rivoira” (octubre de 1987)
- Summa n° 245/246: “Arquitectura patagónica” (enero/febrero de 1988)